# Chordophora newmannaria
Chordophora newmannaria là một loài bướm đêm trong họ Geometridae.